# 알레테이아
알레테이아(aletheia; 고대 그리스어: ἀλήθεια)는 철학에서 진리 또는 개시(開示)를 뜻한다. 고대 그리스 철학에서 유래한 이 용어는 파르메니데스가 그의 시 『자연론』에서 철학사상 처음으로 명시적으로 사용했는데, 그는 이 용어를 독사(doxa, 의견)와 대조시켰다.
이 용어는 20세기 철학자 마르틴 하이데거의 저작에서 다시 쓰였다. 종종 "진리"로 번역되지만, 하이데거는 이것이 일반적인 진리 개념과는 다르다고 주장했다.

## 고대
알레테이아는 "감춰지지 않음", "개시", "드러냄", 또는 "숨겨지지 않음"으로 다양하게 번역된다. ἀλήθεια라는 단어의 문자적 의미는 "숨겨지지 않은 상태, 증거가 있는 상태"이다. 또한 "현실"을 뜻하기도 한다. 이는 문자 그대로 "잊음", "망각"을 뜻하는 레테의 반의어이다.
그리스 신화에서 알레테이아는 진리의 여신인 그리스 여신 알레테이아로 의인화되었다. 그녀는 제우스의 딸이었다. 로마 신화에서는 베리타스와 동등하다.

## 하이데거와 알레테이아

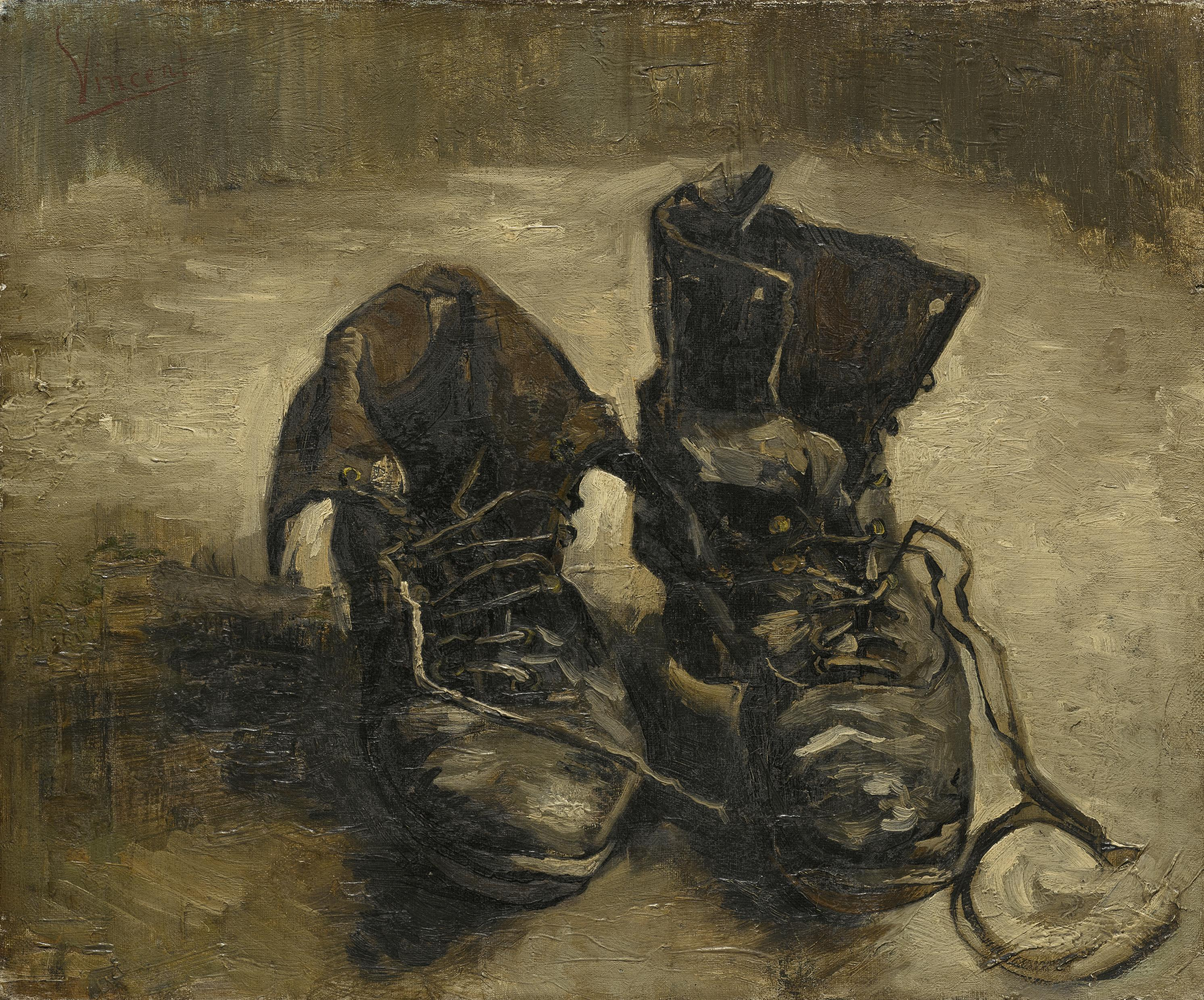
온 세상을 드러내는 (알레테이아) 그림. 하이데거는 『예술 작품의 기원』에서 반 고흐의 이 작품(한 켤레의 구두, 1895)을 언급한다.

20세기 초중반, 마르틴 하이데거는 알레테이아라는 개념에 새로운 관심을 기울였다. 알레테이아를 개시의 개념, 즉 사물이 세상에 실체로 나타나는 방식과 연관지어 설명했다. 하이데거는 처음에는 알레테이아를 "진리", 특히 소크라테스 이전의 형태라고 지칭했지만, 결국 이러한 해석을 수정하여 다음과 같이 썼다:
알레테이아, 즉 현존("Anwesenheit")의 열림(Lichtung)으로 간주되는 개시("Unverborgenheit")는 아직 진리("Wahrheit")가 아니다. 그렇다면 알레테이아는 진리보다 못한 것인가? 아니면 알레테이아가 먼저 조정(adaequatio)과 확신(certitudo)으로서 진리를 부여하기 때문에, 즉 열림의 영역 밖에서는 현존과 현전이 존재할 수 없기 때문에 그런 것인가? (…) 알레테이아, 즉 개시 그 자체에 대한 질문을 제기하는 것은 "진리"에 대한 질문을 제기하는 것과 같지 않다. 이러한 이유로, 열림이라는 뜻의 알레테이아를 진리라고 부르는 것은 부적절하고 오해의 소지가 있다.

하이데거는 알레테이아에 대한 어원적 분석을 제시하고, 이 용어를 "비은폐성"으로 이해하도록 이끌었다. 따라서 알레테이아는 사태를 정확하게 묘사하는 진술(상응)이나 전체로 간주되는 체계에 적절하게 들어맞는 진술(일관성)로 이해되는 진리 개념과는 구별된다. 하이데거는 존재론적 "세계"가 어떻게 드러나거나 열리는지, 즉 사물들이 인간에게 이해 가능하게 되는 방식을, 전체론적으로 구조화된 의미 배경의 일부로서 밝히는 데 집중했다.
하이데거는 그의 대작 『존재와 시간』(1927)에서 알레테이아의 재전유에 대한 담론을 시작했고, 『형이상학 개론』에서 이 개념을 확장했다. 그의 알레테이아 이해에 대해 더 자세히 알고 싶다면 『시, 언어, 사고』, 특히 『예술 작품의 기원』이라는 에세이를 참고하라. 이 에세이는 예술 작품이 세상 속 사물의 출현을 위한 "틈"을 열거나 인간에게 그 의미를 드러내는 수단으로서의 가치를 설명한다고 설명한다. 하이데거는 거의 40년 만에 『시간과 존재』에 실린 "철학의 종말과 사유의 과제"라는 에세이에서 알레테이아에 대한 자신의 견해를 수정하여 진리로 삼았다.

## 같이 보기
- 진리 가능성
- 반성적 개시
- 진리 상대주의
- 신사실주의 (예술)
- 아남네시스 (철학)
- 인식론
- 진리 양식과 진리 논리
- 진리 § 고대 그리스 철학
- 진리론
- 259 알레테이아

## 참고 도서
- Babich, Babette E. (2003). “From Van Gogh's Museum to the Temple at Bassae: Heidegger's Truth of Art and Schapiro's Art History”. 《Culture, Theory & Critique》 44 (2): 151–169. doi:10.1080/1473578032000151067. S2CID 170833785.
- Krell, David Farrell (1975). “On the Manifold Meaning of Aletheia: Brentano, Aristotle, Heidegger”. 《Research in Phenomenology》 5 (1): 77–94. doi:10.1163/156916475X00114. ISSN 0085-5553.
- Woleński, Jan (2004). “Aletheia in Greek thought until Aristotle”. 《Annals of Pure and Applied Logic》 127 (1–3): 339–360. doi:10.1016/j.apal.2003.11.020.